# Малые Сиверицы
Малые Сиверицы — опустевшая деревня в Бежецком районе Тверской области. Входит в состав Шишковского сельского поселения.

## География
Находится в восточной части Тверской области на расстоянии приблизительно 19 км по прямой на запад от районного центра города Бежецк к северу от железнодорожной линии Бологое-Рыбинск.

## История
Деревня была отмечена еще на карте конца XIX века (тогда Сиверица или Пальчиха). В 1978 году отмечено наличие 8 дворов. По состоянию на 2020 год опустела.

## Население
Численность населения: 3 человека (русские 100 %) в 2002 году, 1 в 2010.